# Cip & Ciop agenti speciali (film)
Cip & Ciop agenti speciali (Chip 'n Dale: Rescue Rangers) è un film statunitense in tecnica mista del 2022 diretto da Akiva Schaffer.
Questo film è basato sull'omonima serie animata della Walt Disney Television Animation e racconta cosa è accaduto a Cip e Ciop trent'anni dopo la cancellazione della loro serie TV.

## Trama
In un mondo dove umani e cartoni animati coesistono, Cip e Ciop, due giovani scoiattoli animati, si incontrano alle elementari e stringono amicizia; successivamente si trasferiscono a Hollywood dove riescono a fare carriera nel mondo della televisione con la loro serie di successo Cip & Ciop agenti speciali tra gli ultimi anni ’80 e i primi anni ’90; quest'ultima viene però in seguito cancellata quando Ciop decide di lasciare lo spettacolo per recitare in uno spin-off incentrato su di lui, intitolato Agente segreto 00 ciop, che si rivela un fallimento venendo cancellato dopo l'episodio pilota, portando Cip e Ciop a litigare e a separarsi.
Trent'anni dopo, nel 2020, Cip è diventato un venditore di assicurazioni di successo, mentre Ciop si è sottoposto a un intervento di "chirurgia CGI" e passa il suo tempo nel circuito dei convention dei fan cercando di rievocare i suoi tempi di gloria. I due scoiattoli vengono contattati dal loro vecchio amico e collega Monterey Jack, che deve dei soldi alla banda criminale Banda della Valle a causa della sua dipendenza per il formaggio, Monty avverte la coppia che esiste un traffico di personaggi animati, i quali vengono rapiti e spediti all'estero dopo essere stati alterati d'aspetto per girare film copiati per il resto della loro vita. Successivamente i due vengono informati che Monty è stato rapito; la detective Ellie Steckler, grande fan del programma Cip & Ciop agenti speciali, suggerisce ai due di indagare per conto loro.
Cip e Ciop visitano Bjornson, il commerciante Muppet di formaggi di Monty, per chiedergli informazioni sulla Banda della Valle. Grazie a lui il duo incontra il leader dell'organizzazione, Sweet Pete, che in realtà altri non è che Peter Pan, il quale si è dato alla criminalità dopo essere stato licenziato e scartato da Hollywood quando è cresciuto. Sweet Pete cerca di catturare la coppia per mettere a tacere le loro indagini, ma riescono a scappare e condividono le loro scoperte con Ellie, vengono poi a sapere che quest'ultima è stata screditata agli occhi del capitano di polizia in stop motion Putty per un'irruzione disastrosa ai Nickelodeon Studios in seguito a una soffiata falsa. Cip e Ciop rintracciano i movimenti di Peter fino a un magazzino portuale, che però si rivela abbandonato quando arriva la polizia, al suo interno i due trovano un terribile macchinario progettato per modificare e alterare i corpi dei cartoni animati e trovano anche parti del corpo dei cartoni, tra cui i baffi di Monty.
Alla stazione di polizia, Cip e Ciop rintracciano l'odore della colonia di Monty e si rendono conto che Putty o Ellie stanno collaborando con Sweet Pete, decidendo quindi di continuare le indagini da soli. I due sono inseguiti dagli scagnozzi di Pete e Cip viene catturato e portato al magazzino, anche Ellie si dirige sul posto e viene messa sotto scacco da Putty, il quale si rivela il collaboratore di Pete, nonché colui che le diede la falsa soffiata tempo addietro.
Pete chiede a Ellie di attirare Ciop nel magazzino, ma questa gli manda un messaggio in codice sfruttando la sua conoscenza della serie animata. Ciop chiede aiuto ai suoi vecchi amici Scheggia e Zipper, i quali si sono sposati e hanno avuto dei figli, quindi tutti insieme riescono a salvare Cip ed Ellie. Pete cade vittima della macchina e si trasforma in una gigantesca fusione di vari cartoni animati simile ad una Chimera, si scopre che i film taroccati vengono sempre girati a Hollywood, e Sweet Pete alla fine viene sconfitto da Ugly Sonic, amico di Ciop, ed arrestato da Cip e Ciop mentre Ellie riesce a sconfiggere ed abbattere Putty. I cartoni animati catturati e taroccati, incluso Monty, vengono liberati e riportati alla normalità. Gli Agenti Speciali dopo tanto tempo si riuniscono. Alla fine Ellie decide di aprire una propria agenzia investigativa, la Banda della Valle viene arrestata e gli Agenti Speciali realizzano un reboot della loro serie.

## Personaggi
- Cip (Chip), doppiato in originale da John Mulaney e in italiano da Raoul Bova:[3] è il leader senza paura, ottimista e maturo nonché co-fondatore degli Agenti Speciali. Trent'anni dopo la cancellazione della serie lavora come venditore di assicurazioni ma dopo essersi ricongiunto con Ciop tornerà in azione per risolvere il caso dei cartoni scomparsi.
- Ciop (Dale), doppiato in originale da Andy Samberg e in italiano da Giampaolo Morelli[3]: miglior amico di Cip e co-fondatore degli Agenti Speciali che, solitamente, agisce prima di pensare. Ai giorni nostri, il personaggio ha eseguito un intervento per diventare in CGI, cerca di rievocare i suoi momenti di gloria passando il suo tempo alle convention dei fan ma quando ritrova Cip ritorna in azione insieme a lui. Sembra essere leggermente invaghito di Ellie.
- Sweet Pete, antagonista principale del film e una versione alternativa, invecchiata e ingrassata di Peter Pan (dal film Le avventure di Peter Pan), doppiato in originale da Will Arnett e in italiano da Riccardo Scarafoni[3]: il protagonista dell'omonimo film Disney diventato un boss del crimine dopo essere stato licenziato e cacciato da Hollywood una volta diventato adolescente. Per vendicarsi ha costruito una mostruosa macchina in grado di alterare i cartoni per poi rapirli e costringerli a recitare in film copiati, ma alla fine viene fermato e sconfitto da Cip e Ciop.
- Monterey "Monty" Jack, doppiato in originale da Eric Bana e in italiano da Jonis Bascir[3]: un topo Australiano amante del formaggio, di cui ne ha dipendenza, nonché membro degli Agenti Speciali. Viene rapito da Sweet Pete a causa di un debito, e modificato dalla macchina del pirataggio, ma alla fine viene liberato e riportato alla normalità.
- Bjornson the Cheesemonger, doppiato in originale da Keegan-Michael Key e in italiano da Gianluca Solombrino[3]: un Muppet che lavora per Sweet Pete, è un venditore di formaggi, è da lui che Monterey ha comparto il formaggio con i debiti.
- Bob, doppiato in originale da Seth Rogen e in italiano da Francesco De Francesco[3]: un vichingo realizzato in motion capture braccio destro di Sweet Pete.
- Jimmy, doppiato in originale da Da'Vone McDonald e in italiano da Alessandro Rossi[3]: un orso polare che lavora per Sweet Pete.
- Il Capitano Putty, doppiato in originale da J. K. Simmons e in italiano da Luca Biagini[3]: un capitano della polizia che ricorda un Gumby della Claymation, che indaga sulla scomparsa dei cartoni rapiti. In seguito si scopre che è il collaboratore di Sweet Pete, tuttavia viene sconfitto alla fine da Ellie.
- La Det. Ellie Steckler, interpretata da KiKi Layne e in italiano da Veronica Puccio[3]: un'agente della Los Angeles Police Department grande fan degli Agenti Speciali. Aiuta Cip e Ciop nelle indagini riuscendo a risolverlo, decide alla fine di aprire una sua agenzia investigativa. Ciop sembra leggermente invaghito di lei.
- DJ Herzogenaurach, doppiato in originale da Flula Borg e in italiano da Nanni Baldini[3]: un serpente grande fan di Cip e Ciop.
- Zipper, doppiato in originale da Dennis Haysbert e in italiano da Stefano Mondini[3]: una mosca membro degli Agenti Speciali. Lui e Scheggia si sono sposati dopo la cancellazione della serie originale ed hanno avuto dei figli, tuttavia ritorna in azione dopo la richiesta d'aiuto di Ciop.
- Scheggia (Gadget), doppiata in originale da Tress MacNeille e in italiano da Francesca Chillemi[3]: una topina ingegnosa nonché membro degli Agenti Speciali. Lei e Zipper si sono sposati ed hanno avuto dei figli dopo la cancellazione della serie, ma quando Ciop le chiede aiuto torna in azione per aiutarlo.
- Dave Bollinari, interpretato da Chris Parnell e in italiano da Sergio Lucchetti[3]: l'agente di Ciop.
- Ugly Sonic, doppiato in originale da Tim Robinson e in italiano da Luca Mannocci[3]: si tratta di una versione di Sonic nel suo disegno iniziale realizzato per il primo omonimo film ma poi scartato dopo le critiche del pubblico. In questo film è un attore fallito e millantatore che sostiene di avere contatti con l'FBI, cosa che nel finale si dimostra veritiera permettendogli di aiutare Cip e Ciop nella cattura di Sweet Pete e la sua Banda della Valle.

### Altri personaggi
- Flounder, il pesce amico di Ariel la Sirenetta, è uno dei personaggi rapiti da Sweet Pete, viene piratato per essere in ritardo sul pagamento di Krill.
- Gattolardo, È il gatto che era l'antagonista principale di Agenti Speciali, qui è solo un attore che recita con Cip, Ciop e i loro amici.
- B.O.B., Pumbaa e Mantide, Sono personaggi di Mostri contro alieni, Il re leone e Kung Fu Panda, in originale sono tutti doppiati da Seth Rogen.
- Roger Rabbit, fa un cameo alla festa di fine riprese di Agenti Speciali a inizio film.
- I Figli di Scheggia e Zipper, dopo la cancellazione dello show Scheggia e Zipper hanno avuto più di 60 figli, sono in parte topo e in parte mosca.
- Millie, il cane di Cip.
- Mamma di Cip, fa un cameo in un flashback.
- Batman e E.T., compaiono insieme in un film Bootleg noleggiato da Cip.

## Distribuzione
Il film è stato distribuito dalla Walt Disney Pictures come film originale Disney+ a partire dal 20 maggio 2022.

## Colonna sonora
Le musiche sono composte da Brian Tyler. A maggio 2022 viene pubblicato il brano Chip N' Dale's Rescue Rangers Theme cantata dal rapper statunitense Post Malone.

## Riconoscimenti
- Primetime Emmy Awards
  - 2022 - Migliore film per la televisione[7]